# Francesc Busquets i Mitjans
Francesc Busquets i Pujol, posteriorment Francesc Busquets i Mitjans (Mas Bosquets, Valldoreix, novembre de 1672 - Viena, 18 d'agost de 1734) va ser un austriacista que en el darrer any de la Guerra de Successió va esdevenir coronel d'infanteria.

## Biografia
Fill d'Antic Busquets i de Maria Pujol, de Caldes de Montbui, fou batejat el 23 de novembre de 1672 a Sant Cebrià de Valldoreix; era fill de l'hereu del mas Busquets de Valldoreix. Als 20 anys es va traslladar a Terrassa, en casar-se amb Maria Mitjans, pubilla propietària del Mas Mitjans de Santa Maria de Taudell, que pertanyia a la universitat forana de Sant Pere de Terrassa. D'aleshores ençà, va afegir al seu primer cognom el de la seva dona, tot signant sempre més "Francesc Busquets i Mitjans". Ben aviat, participà activament en els afers públics d'aquella universitat, i el 1713, essent síndic de Terrassa, va prendre part en la Junta de Braços que acordà seguir oposant resistència a les tropes de Felip V.
Tot i no ser militar de carrera, vers 1714, va ser nomenat coronel d'infanteria pel Consell de Cent i formà el seu propi regiment, que es va integrar en l'anomenat Exèrcit de l'exterior, comandat per Antoni Desvalls i de Vergós, marquès del Poal. En aquest exèrcit va lluitar contra les tropes filipistes, amb Pere Bricfeus i Terns, Ermengol Amill i Moliner, Adjutori Segarra, Joan Vilar i Ferrer i d'altres resistents.

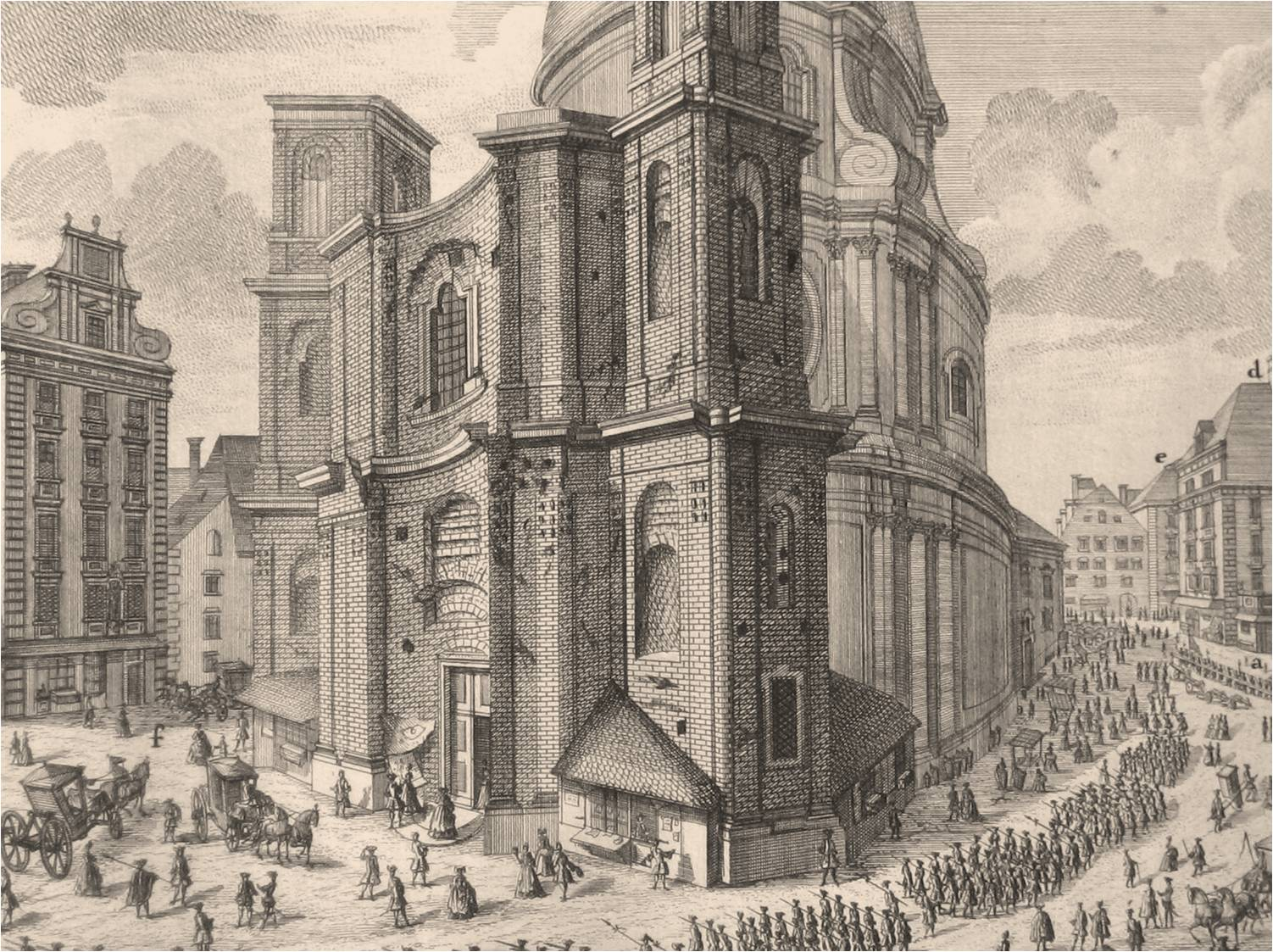
Façana de l'església de Sant Pere, a Viena, als voltants de la qual morí Francesc Busquets

L'agost de 1714 participà en tot un seguit d'actuacions contra els borbònics a la zona del Bages (Batalla de Talamanca), Moianès i Plana de Vic, i en l'intent frustrat de trencar amb mil homes el setge de Barcelona. En caure la ciutat comtal l'11 de setembre, Busquets es va refugiar a Cardona, on fou dels darrers resistents de la guerra. Tot i ser comprès expressament en l'indult concedit pels filipistes en la capitulació d'aquella plaça forta, Busquets va ser perseguit, les seves propietats confiscades i el mas Mitjans devastat.
Hagué de fugir, tot deixant els seus fills, orfes de mare, a cura dels seus germans. Es refugià, primer, a les Balears, després hagué de marxar a Nàpols i, a partir del 1715, a Viena. Durant els gairebé vints anys que hi va viure, rebia el Diario, que era una assistència regular de l'aparell burocràtic imperial per a determinats exiliats.
Francesc Busquets, lluny dels seus, morí a Viena el 18 d'agost del 1734 d'un atac d'apoplexia. El seu cos va ser enterrat en el cementiri cesari del monestir de Montserrat de la capital austríaca.